# William Saliba
Pour les articles homonymes, voir Saliba.
William Saliba, né le 24 mars 2001 à Bondy en France, est un footballeur international français qui évolue au poste de défenseur central à Arsenal FC.
William est formé à l'AS Saint-Étienne où il joue ses premiers matchs professionnels avant d'être rapidement transféré à Arsenal. Le joueur connaît plusieurs prêts en France avant de s'imposer comme titulaire indiscutable dans le club londonien.
Il est sélectionné en équipe de France depuis 2022 et participe à la Coupe du monde 2022 au Qatar en tant que remplaçant mais où les Bleus sont finalistes, puis devient titulaire indiscutable durant l'Euro 2024 se jouant en Allemagne.

## Biographie

### Carrière en club

#### Débuts
William Saliba est né à Bondy (Seine-Saint-Denis, région Île-de-France) d'une mère camerounaise et d'un père franco-libanais[réf. nécessaire]. 
Il commence le football à l'âge de 6 ans à l'AS Bondy, club où il est entraîné par le père de Kylian Mbappé. Simples connaissances puis amis d'enfance, les deux garçons grandissent un bout de temps dans cette même ville, avant que leurs chemins ne se séparent. William Saliba évolue à ses débuts aux postes d'attaquant et de milieu défensif. Après être passé par le FC Montfermeil, où il change de poste à l'âge de 14 ans pour jouer comme défenseur central, il rejoint l'AS Saint-Étienne en 2016 où il poursuit sa formation. Là-bas, ses entraîneurs le qualifient de jeune homme « impliqué », « sérieux » et « très mature », qui voit plus qu'une passion dans le football : c'est toute sa vie. William Saliba veut connaître méticuleusement toutes les techniques, et saisir avec précision le devoir de chaque poste. Cela lui vaudra de conserver jusqu'à aujourd'hui ses qualités d'ancien attaquant, rendant parfois confus l'adversaire lorsqu'en tant que défenseur, il se rend lui-même jusqu'aux cages pour aller marquer un but[réf. nécessaire]. 

#### AS Saint-Étienne (2016-2019)
Le 30 mai 2018, il signe son premier contrat professionnel avec l'ASSE. Saliba joue son premier match avec les professionnels à l'âge de 17 ans, le 25 septembre 2018, face au Toulouse FC en championnat (7e journée, victoire 2-3). Ce jour-là, il est titulaire en l'absence de Loïc Perrin, blessé, et commence ce match en tant que défenseur centrale au côté de Neven Subotić.
Le 23 avril 2019, William Saliba prolonge avec son club formateur en signant un contrat le liant avec les Verts jusqu'en juin 2023.

#### Arsenal FC
Le 25 juillet 2019, Arsenal annonce la signature d'un contrat d'une durée de cinq ans avec le joueur stéphanois âgé de 18 ans, et dont le montant du transfert s'élève à 27 millions de livres sterling. A la même période, Arsenal fait face à la concurrence du rival local, Tottenham Hotspur, et de Manchester United pour conclure l'accord. Les deux clubs londoniens ayant acceptés la valorisation du joueur par l'AS Saint-Étienne, c'est finalement Arsenal que Saliba choisit de rejoindre sans hésitation, étant un grand fan du club de Londres et de la légende Thierry Henry depuis qu'il est enfant.
Les choses deviennent toutefois difficiles pour William Saliba. À son arrivée à Arsenal, il est mis en réserve et s'entraîne avec les U19 du club ; des joueurs de son âge dont les carrières professionnelles ne sont pas encore lancées, à sa différence. Unai Emery, entraîneur du club à ce moment-là, dira de lui qu'« il n'est pas encore prêt ». Lui succédant au poste d'entraîneur en décembre 2019, Mikel Arteta partagera les mêmes pensées que ce dernier, et ne laissera pas sa chance à Saliba. Ainsi, le joueur français ne jouera aucune seconde avec l'équipe principale.
Après des discussions avec l'ASSE, Saliba retourne en prêt dans son ancien club, à l'aube de l'année 2020. Il porte de nouveau le symbolique numéro 4 que Saint-Étienne a toujours conservé pour lui, étant son premier numéro lorsqu'il signe pour la première fois un contrat professionnel en 2018. À la fin de la saison, Saint-Étienne tente de négocier avec Arsenal pour garder le joueur jusqu'à fin 2020. Le club londonien refuse en raison de « soucis administratifs », et refuse également de renouveler le contrat de prêt au-delà de juin 2020, accusant Saint-Étienne de divers motifs d'ordre médical. Arsenal interdit alors à William Saliba de jouer avec Saint-Étienne la finale de Coupe de France, le 24 juillet 2020, pourtant à l'origine accordé par le club londonien. Les deux clubs se critiqueront l'un comme l'autre à travers des communiqués de presse, tandis que William Saliba, 19 ans, au centre de l'attention, vit mal le moment[réf. nécessaire].
À son retour à Arsenal, il apparaît lors d'un match amical de présaison contre MK Dons le 25 août 2020. Il est également remplaçant non utilisé lors du Community Shield 2020, qu'Arsenal remporte 5-4 face à Liverpool, lors de la séance de tirs au but après un match nul de 1-1 après 90 minutes,. Cependant, il est ensuite exclu des effectifs compétitifs du club pour la saison 2020-2021, ce qui ne lui permet de jouer qu'avec les U23 d'Arsenal, avec lesquels il participe aux matchs de la EFL Trophy à l'extérieur contre Gillingham et AFC Wimbledon, recevant un carton rouge lors du dernier match,. L'entraîneur d'Arsenal, Mikel Arteta, exprimera plus tard « des regrets [concernant] la décision », avant un prêt de six mois en France en janvier.

##### Prêt à Nice

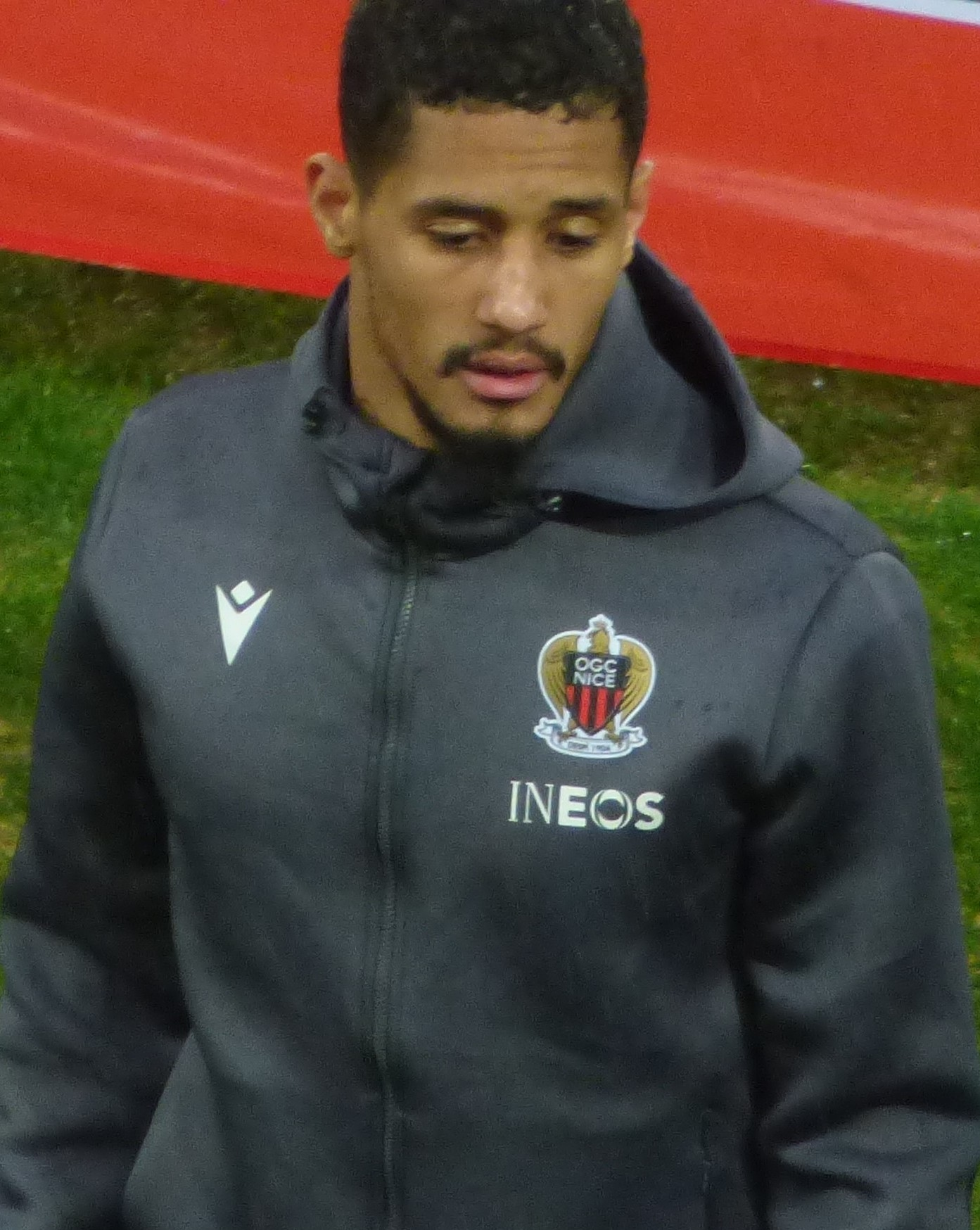
Saliba avec Nice en 2021

Le 4 janvier 2021, Saliba est prêté par Arsenal à l'OGC Nice, en Ligue 1, pour le reste de la saison 2020–2021. Il revient en France après que les plans rapportés d'un prêt à un club non nommé de l'EFL Championship sont abandonnés. Le 6 janvier 2021, il fait ses débuts lors d'une défaite 2-0 contre Brest. Saliba remporte le prix du Joueur du Mois de Nice pour ses performances tout au long du mois de janvier. Le 23 mai 2021, Saliba inscrit son premier but en professionnel, lors de la dernière journée de la saison, face à l'Olympique lyonnais. Il inscrit le dernier but de la rencontre, qui permet à son équipe de s'imposer par trois buts à deux. Il joue ainsi un mauvais tour au club rival de son club formateur, qui avec cette défaite manque une qualification pour la Ligue des champions.

##### Prêt à Marseille
Saliba ne pose même pas un pied en Angleterre qu'il repart déjà pour un prêt en Ligue 1, en juillet 2021, au sein de l'Olympique de Marseille, pour la saison 2021–2022. Avec son coéquipier aussi prêté par Arsenal, Matteo Guendouzi, il est titularisé par Jorge Sampaoli pour son premier match à l'extérieur contre Montpellier, le 8 août 2021, qui se solde par une victoire de trois buts à deux pour l'OM. Il dispute un total de 52 matchs et aide le club à atteindre les demi-finales de la première saison de la Ligue Europa Conférence, tout en assurant également une place en Ligue des champions pour la saison 2022-2023, en terminant deuxième de Ligue 1.
Impactant tactiquement et techniquement, tenace, à l'aise avec les relances et sachant rapidement se placer, anticiper les mouvements et lire le jeu, William Saliba est maître d'une défense dite « calme », qu'il améliore davantage à l'OM. Le 24 octobre 2021, il fait un match mémorable durant le Classique OM-PSG, au cours duquel il se démarque en étant un mur infranchissable face aux grands noms du Paris Saint-Germain comme Neymar et Lionel Messi, et en taclant de façon impressionnante Kylian Mbappé à la 84e minute. Un geste qu'il prend quand même le risque de faire, bien qu'il ait conscience de pouvoir écoper d'un carton rouge. Le match se termine avec un score de 0-0.
À la fin de la saison 2021-2022, Saliba est nommé Meilleur espoir de Ligue 1 et est inclus dans l'équipe-type de la saison 2021-2022 de Ligue 1. Malgré l'intérêt de l'OM (et d'autres clubs européens) pour une saison supplémentaire en-dehors des murs d'Arsenal, Saliba annonce son désir de revenir dans le club anglais, lors d'une entrevue avec l'émission de football française Téléfoot.

##### Retour à Arsenal

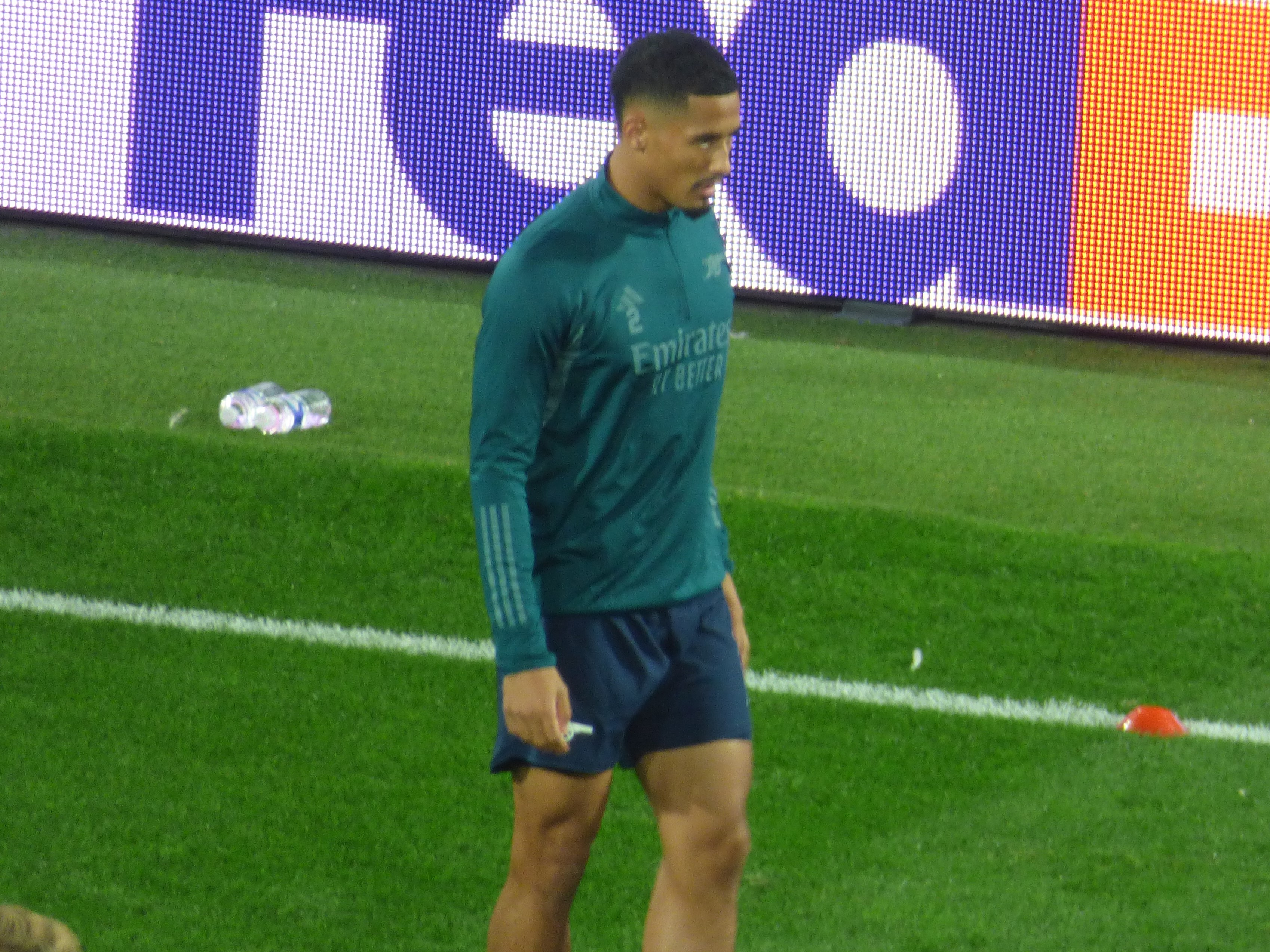
RC Lens - Arsenal FC le 3 octobre 2023.

À son retour à Arsenal en juillet 2022, Saliba se voit attribuer le maillot floqué du numéro 12. Saliba réalise une pré-saison convaincante, ce qui lui vaut des félicitations de la part de son entraîneur Mikel Arteta.[réf. nécessaire] Le jeune international s'impose rapidement comme titulaire indiscutable au sein du club, formant une charnière solide avec un autre ancien de Ligue 1, Gabriel Magalhães.
Il fait ses débuts officiels en Premier League le 6 août 2022, lors du match de la première journée à l'extérieur contre Crystal Palace,. Arsenal remporte le match 2-0, et la performance de Saliba est décrite par la BBC comme « calme et pratiquement sans faute ». Il marque son premier but pour le club deux semaines plus tard lors d'une victoire contre l'AFC Bournemouth, avec un tir enroulé depuis le bord de la surface. La frappe est élue But du Mois du club pour le mois d'août.
Le 16 mars 2023, il sort du terrain avant la fin de la première mi-temps du match à domicile contre le Sporting FC, lors de l'Europa League. En effet, le joueur est diagnostiqué d’une blessure au dos, apparue quelques jours avant lors du match contre Fulham, où le défenseur est retombé violemment au sol, après un choc avec son gardien de but, Aaron Ramsdale. Alors que Didier Deschamps dévoile le même jour sa liste pour les matchs éliminatoires de mars 2023, pour l'Euro 2024, il est annoncé le 19 mars son remplacement de l'Équipe de France, par Axel Disasi. Lors de son absence, Arsenal va mal. Le club londonien voit sa place de numéro 1 sur le tableau de Premier League dangereusement menacée. Difficilement remplaçable, Arsenal concède 1,64 buts sur 90 minutes contre 0,93 buts encaissés lors de sa présence. Avec lui, Arsenal enregistre un chiffre de 0,44 clean sheets contre 0,18 lors de son absence. Les choses deviennent alors très compliquées pour le club anglais, dont les performances régressent considérablement depuis que Saliba n'est plus là. Son ami et coéquipier avec qui il forme la charnière centrale, Gabriel, se voit gérer la défense presque à lui tout seul. Arsenal perd finalement la première place et le titre de Premier League face à Manchester City. Mais, Saliba est nommé dans l'équipe type de la saison 2022-2023 de Premier League, comme l'année d'avant en Ligue 1. Avec ses 82 apparitions lors de la saison, il devient l'un des joueurs les plus importants du club.
Le 7 juillet 2023, William Saliba signe un nouveau contrat à long terme avec le club, jusqu'en 2028, alors qu'il était convoité par de grands clubs européens tels que le Real Madrid, l'AC Milan et Manchester United. Il était également une cible du Paris Saint-Germain, et ce depuis 2019. Après la signature, Arsenal attribue à William Saliba le maillot au numéro 2,, tandis que le numéro 12 revient à Jurriën Timber lors de sa signature au club, le 14 juillet 2023.
Lors de la saison 2023-2024, Saliba découvre alors la Ligue des champions, jouant son premier match face au PSV Eindhoven le 20 septembre 2023, lors du premier match de la phase de groupe. Il est titularisé et son équipe s'impose par quatre buts à zéro,. Il joue la totalité des matchs de Premier League du club, et termine une nouvelle fois dans l'équipe type de la saison. Son association avec Gabriel est considérée en septembre 2024 comme la meilleure charnière centrale du championnat anglais.
Le 28 octobre 2024, William Saliba se classe à la 24e place du Ballon d'Or 2024, le trophée est cette année remporté par Rodri.
Saliba marque son premier but de la saison 2024-2025 le 4 décembre 2024, lors d'une rencontre de Premier League contre Manchester United. Il est titularisé ce jour-là et participe à la victoire de son équipe par deux buts à zéro,.

### Carrière internationale
William Saliba est un habitué des sélections de jeunes de l'équipe de France.
Avec les moins de 16 ans, il inscrit un but contre l'Allemagne en mai 2017.
Par la suite, avec les moins de 17 ans, il continue à s'illustrer en inscrivant un but contre l'Italie en décembre 2017.
Avec les moins de 18 ans, il officie à deux reprises comme capitaine, et inscrit un but contre l'Angleterre en septembre 2018.
En 2019, il fait partie de la liste des 23 sélectionnés pour participer à la Coupe du monde des moins de 20 ans, mais, blessé, il laisse sa place à Jean-Clair Todibo.
Le 21 mars 2022, William Saliba est convoqué pour la première fois avec l'équipe nationale de France par le sélectionneur Didier Deschamps. Il remplace Benjamin Pavard, initialement dans la liste mais finalement forfait. Le 25 mars 2022, il honore sa première sélection en équipe de France en entrant en jeu à la 60e minute du match face à la Côte d'Ivoire, à l'Orange Vélodrome. Une entrée formidable, sous les fortes acclamations des supporters de l'Olympique de Marseille (où il est prêté par Arsenal), et qui est également synonyme de cadeau d'anniversaire puisqu'il célébrait justement ses 21 ans, la veille, en compagnie de ses coéquipiers et de tout le staff.
William Saliba fait partie de la liste des joueurs de l'équipe de France retenus pour disputer la Coupe du monde de football 2022 au Qatar, mais ne joue qu'une trentaine de minutes lors du dernier match de poules contre la Tunisie sur une défaite de 1-0, soit le total le plus faible pour un joueur de champ français lors de cette compétition. L'équipe de France est finaliste en étant battue par l'Argentine en finale (3-3, 4-2 tirs au but).
Didier Deschamps convoque de nouveau Saliba en mars 2023, en vue des matchs qualificatifs pour l'Euro 2024. Le défenseur doit cependant déclarer forfait quelques jours après l'annonce de la liste, en raison d'une blessure avec son club d'Arsenal qui le rend indisponible pour plusieurs semaines. Il est remplacé par Axel Disasi.
En mai 2024, il figure dans une liste des 25 joueurs appelés par Didier Deschamps pour l'Euro 2024. Il est titulaire en charnière centrale lors de cette compétition, associé à Dayot Upamecano, et il est désigné par l'UEFA parmi l'équipe-type de la compétition (avec Mike Maignan et sept joueurs espagnols notamment). Convoité par Thierry Henry pour les Jeux olympiques d'été 2024, Arsenal refuse toutefois de le laisser participer à la compétition.

## Vie privée
En février 2021, il fait l'objet d'une polémique après la publication sur les réseaux sociaux d'une vidéo privée. On y voit le joueur se filmer avec son téléphone dans un vestiaire, portant les survêtements de l'Équipe de France, alors que l'un de ses coéquipiers se masturbe en arrière-plan,. Ceux-ci sont alors âgés d'environ 16 ans, au moment des faits. La Fédération française de football décide de saisir sa commission de discipline, considérant que cette affaire peut nuire à son image,.

## Statistiques
| Saison                | Club                          | Championnat           | Championnat | Championnat | Championnat | Coupe nationale | Coupe nationale | Coupe nationale | Coupe de la Ligue | Coupe de la Ligue | Coupe de la Ligue | Supercoupe | Supercoupe | Supercoupe | Compétition(s) continentale(s) | Compétition(s) continentale(s) | Compétition(s) continentale(s) | Compétition(s) continentale(s) | Total | Total | Total |
| Saison                | Club                          | Division              | M.          | B.          | P.d.        | M.              | B.              | P.d.            | M.                | B.                | P.d.              | M.         | B.         | P.d.       | Comp.                          | M.                             | B.                             | P.d.                           | M.    | B.    | P.d.  |
| 2018-2019             | AS Saint-Étienne              | Ligue 1               | 16          | 0           | 0           | 2               | 0               | 0               | 1                 | 0                 | 0                 | -          | -          | -          | -                              | -                              | -                              | -                              | 19    | 0     | 0     |
| 2019-2020             | AS Saint-Étienne              | Ligue 1               | 12          | 0           | 0           | 3               | 0               | 0               | -                 | -                 | -                 | -          | -          | -          | C3                             | 2                              | 0                              | 0                              | 17    | 0     | 0     |
| Sous-total            | Sous-total                    | Sous-total            | 28          | 0           | 0           | 5               | 0               | 0               | 1                 | 0                 | 0                 | -          | -          | -          | -                              | 2                              | 0                              | 0                              | 36    | 0     | 0     |
| 2020-2021             | OGC Nice (prêt)               | Ligue 1               | 20          | 1           | 0           | 2               | 0               | 0               | -                 | -                 | -                 | -          | -          | -          | -                              | -                              | -                              | -                              | 22    | 1     | 0     |
| 2021-2022             | Olympique de Marseille (prêt) | Ligue 1               | 36          | 0           | 0           | 3               | 0               | 0               | -                 | -                 | -                 | -          | -          | -          | C3+C4                          | 6+7                            | 0+0                            | 0+0                            | 52    | 0     | 0     |
| 2022-2023             | Arsenal FC                    | Premier League        | 27          | 2           | 1           | 1               | 0               | 0               | 1                 | 0                 | 0                 | -          | -          | -          | C3                             | 4                              | 1                              | 0                              | 33    | 3     | 1     |
| 2023-2024             | Arsenal FC                    | Premier League        | 38          | 2           | 1           | 1               | 0               | 0               | -                 | -                 | -                 | 1          | 0          | 0          | C1                             | 10                             | 0                              | 0                              | 50    | 2     | 1     |
| 2024-2025             | Arsenal FC                    | Premier League        | 35          | 2           | 0           | 1               | 0               | 0               | 4                 | 0                 | 0                 | -          | -          | -          | C1                             | 11                             | 0                              | 0                              | 51    | 2     | 0     |
| 2025-2026             | Arsenal FC                    | Premier League        | 1           | 0           | 0           | 0               | 0               | 0               | 0                 | 0                 | 0                 | -          | -          | -          | C1                             | 0                              | 0                              | 0                              | 1     | 0     | 0     |
| Sous-total            | Sous-total                    | Sous-total            | 101         | 6           | 1           | 3               | 0               | 0               | 5                 | 0                 | 0                 | 1          | 0          | 0          | -                              | 25                             | 1                              | 0                              | 135   | 7     | 1     |
| Total sur la carrière | Total sur la carrière         | Total sur la carrière | 185         | 7           | 2           | 13              | 0               | 0               | 6                 | 0                 | 0                 | 1          | 0          | 0          | -                              | 40                             | 1                              | 1                              | 245   | 8     | 3     |

### En sélections nationales
| Saison                | Sélection             | Phases finales        | Phases finales | Phases finales | Phases finales | Éliminatoires | Éliminatoires | Éliminatoires | Ligue des nations | Ligue des nations | Ligue des nations | Matchs amicaux | Matchs amicaux | Matchs amicaux | Total | Total | Total |
| Saison                | Sélection             | Compétition           | M              | B              | Pd             | M             | B             | Pd            | M                 | B                 | Pd                | M              | B              | Pd             | M     | B     | Pd    |
| --------------------- | --------------------- | --------------------- | -------------- | -------------- | -------------- | ------------- | ------------- | ------------- | ----------------- | ----------------- | ----------------- | -------------- | -------------- | -------------- | ----- | ----- | ----- |
| 2021-2022             | France                | -                     | -              | -              | -              | -             | -             | -             | 3                 | 0                 | 0                 | 2              | 0              | 0              | 5     | 0     | 0     |
| 2022-2023             | France                | Coupe du monde 2022   | 1              | 0              | 0              | -             | -             | -             | 2                 | 0                 | 0                 | -              | -              | -              | 3     | 0     | 0     |
| 2023-2024             | France                | Euro 2024             | 6              | 0              | 0              | 3             | 0             | 0             | -                 | -                 | -                 | 4              | 0              | 0              | 13    | 0     | 0     |
| 2024-2025             | France                | -                     | -              | -              | -              | -             | -             | -             | 7                 | 0                 | 0                 | -              | -              | -              | 7     | 0     | 0     |
| Total sur la carrière | Total sur la carrière | Total sur la carrière | 7              | 0              | 0              | 3             | 0             | 0             | 12                | 0                 | 0                 | 6              | 0              | 0              | 28    | 0     | 0     |

### Liste des matchs internationaux
| Matchs internationaux de William Saliba | Matchs internationaux de William Saliba | Matchs internationaux de William Saliba             | Matchs internationaux de William Saliba | Matchs internationaux de William Saliba | Matchs internationaux de William Saliba | Matchs internationaux de William Saliba                            |
|                                         | Date                                    | Lieu                                                | Adversaire                              | Résultat                                | Compétition                             | Notes                                                              |
| --------------------------------------- | --------------------------------------- | --------------------------------------------------- | --------------------------------------- | --------------------------------------- | --------------------------------------- | ------------------------------------------------------------------ |
| 1.                                      | 25 mars 2022                            | Stade Vélodrome, Marseille, France                  | Côte d'Ivoire                           | 2 - 1                                   | Match amical                            | Entre en jeu à la place de Raphaël Varane à la 59e minute de jeu.  |
| 2.                                      | 29 mars 2022                            | Stade Pierre-Mauroy, Villeneuve-d'Ascq, France      | Afrique du Sud                          | 5 - 0                                   | Match amical                            | Titulaire.                                                         |
| 3.                                      | 3 juin 2022                             | Stade de France, Saint-Denis, France                | Danemark                                | 1 - 2                                   | Ligue des nations 2022-2023             | Entre en jeu à la place Raphaël Varane à la 61e minute de jeu.     |
| 4.                                      | 6 juin 2022                             | Stade Poljud, Split, Croatie                        | Croatie                                 | 1 - 1                                   | Ligue des nations 2022-2023             | Titulaire.                                                         |
| 5.                                      | 10 juin 2022                            | Stade Ernst-Happel, Vienne, Autriche                | Autriche                                | 1 - 1                                   | Ligue des nations 2022-2023             | Titulaire.                                                         |
| 6.                                      | 22 septembre 2022                       | Stade de France, Saint-Denis, France                | Autriche                                | 2 - 0                                   | Ligue des nations 2022-2023             | Entre en jeu à la place de Jules Koundé à la 23e minute de jeu.    |
| 7.                                      | 25 septembre 2022                       | Parken Stadium, Copenhague, Danemark                | Danemark                                | 2 - 0                                   | Ligue des nations 2022-2023             | Titulaire et remplacé par Jonathan Clauss à la 46e minute de jeu.  |
| 8.                                      | 30 novembre 2022                        | Stade Education City, Al Rayyan, Qatar              | Tunisie                                 | 1 - 0                                   | Coupe du monde 2022                     | Entre en jeu à la place de Raphaël Varane à la 63e minute de jeu.  |
| 9.                                      | 7 septembre 2023                        | Parc des Princes, Paris, France                     | République d'Irlande                    | 2 - 0                                   | Éliminatoires de l'Euro 2024            | Entre en jeu à la place de Lucas Hernandez à la 73e minute de jeu. |
| 10.                                     | 12 septembre 2023                       | Signal Iduna Park, Dortmund, Allemagne              | Allemagne                               | 2 - 1                                   | Match amical                            | Titulaire.                                                         |
| 11.                                     | 18 novembre 2023                        | Allianz Riviera, Nice, France                       | Gibraltar                               | 14 - 0                                  | Éliminatoires de l'Euro 2024            | Entre en jeu à la place de Dayot Upamecano à la 81e minute de jeu. |
| 12.                                     | 21 novembre 2023                        | Stade Agiá Sofiá, Athènes, Grèce                    | Grèce                                   | 2 - 2                                   | Éliminatoires de l'Euro 2024            | Titulaire.                                                         |
| 13.                                     | 26 mars 2024                            | Stade Vélodrome, Marseille, France                  | Chili                                   | 3 - 2                                   | Match amical                            | Titulaire.                                                         |
| 14.                                     | 5 juin 2024                             | Stade Saint-Symphorien, Longeville-lès-Metz, France | Luxembourg                              | 3 - 0                                   | Match amical                            | Entre en jeu à la place de Dayot Upamecano à la 46e minute de jeu. |
| 15.                                     | 9 juin 2024                             | Matmut Atlantique, Bordeaux, France                 | Canada                                  | 0 - 0                                   | Match amical                            | Titulaire.                                                         |
| 16.                                     | 17 juin 2024                            | Düsseldorf Arena, Düsseldorf, Allemagne             | Autriche                                | 0 - 1                                   | Euro 2024                               | Titulaire.                                                         |
| 17.                                     | 21 juin 2024                            | Stade de Leipzig, Leipzig, Allemagne                | Pays-Bas                                | 0 - 0                                   | Euro 2024                               | Titulaire.                                                         |
| 18.                                     | 25 juin 2024                            | BVB Stadion Dortmund, Dortmund, Allemagne           | Pologne                                 | 1 - 1                                   | Euro 2024                               | Titulaire.                                                         |
| 19.                                     | 1er juillet 2024                        | Düsseldorf Arena, Düsseldorf, Allemagne             | Belgique                                | 1 - 0                                   | Euro 2024                               | Titulaire.                                                         |
| 20.                                     | 5 juillet 2024                          | Volksparkstadion, Hambourg, Allemagne               | Portugal                                | 0 - 0 3-5 t.a.b                         | Euro 2024                               | Titulaire.                                                         |
| 21.                                     | 9 juillet 2024                          | Munich Football Arena, Munich, Allemagne            | Espagne                                 | 2 - 1                                   | Euro 2024                               | Titulaire.                                                         |
| 22.                                     | 6 septembre 2024                        | Parc des Princes, Paris, France                     | Italie                                  | 1 - 3                                   | Ligue des nations 2024-2025             | Titulaire.                                                         |
| 23.                                     | 9 septembre 2024                        | Parc Olympique lyonnais, Décines-Charpieu, France   | Belgique                                | 2 - 0                                   | Ligue des nations 2024-2025             | Titulaire.                                                         |
| 24.                                     | 10 octobre 2024                         | Bozsik Aréna, Budapest, Hongrie                     | Israël                                  | 1 - 4                                   | Ligue des nations 2024-2025             | Titulaire.                                                         |
| 25.                                     | 14 octobre 2024                         | Stade Roi Baudouin, Bruxelles, Belgique             | Belgique                                | 1 - 2                                   | Ligue des nations 2024-2025             | Titulaire.                                                         |
| 26.                                     | 17 novembre 2024                        | Stade San Siro, Milan, Italie                       | Italie                                  | 1 - 3                                   | Ligue des nations 2024-2025             | Titulaire.                                                         |
| 27.                                     | 20 mars 2025                            | Stade de Poljud, Split, Croatie                     | Croatie                                 | 2 - 0                                   | Ligue des nations 2024-2025             | Titulaire.                                                         |
| 28.                                     | 23 mars 2025                            | Stade de France, Saint-Denis, France                | Croatie                                 | 2 - 0 5-4 t.a.b                         | Ligue des nations 2024-2025             | Titulaire.                                                         |

## Palmarès

### En club
William Saliba remporte ses premiers titres à Arsenal, soulevant à deux reprises le Community Shield en 2020 et 2023. Il est également vice-champion d'Angleterre en 2023, 2024 et 2025.

### En sélection
Avec l'équipe de France, William Saliba compte 28 sélections et à joué l'Euro 2024 ainsi que la Coupe du monde 2022 au Qatar dont il est finaliste.
| Olympique de Marseille              | Arsenal FC (2)                                                                                                | Équipe de France                       |
| ----------------------------------- | --- | -------------------------------------- |
| - Ligue 1 : - Vice-champion en 2022 | - Community Shield (2) : - Vainqueur en 2020 et 2023 - Premier League : - Vice-champion en 2023, 2024 et 2025 | - Coupe du monde : - Finaliste en 2022 |

### Distinctions individuelles
- Trophée UNFP du meilleur espoir de Ligue 1 de la saison 2021-2022[63].
- Membre de l'Équipe type de Ligue 1 en 2022[64].
- Membre de l'Équipe type de Premier League en 2023[65]. et 2024
- Membre de l’Équipe de l’année de Premier League en 2023, lors de la 50e édition des PFA Awards.
- Membre de l'équipe type de l'Euro 2024[66].